# 黒田政一
黒田 政一（くろだ まさいち、1885年（明治18年）9月13日 - 1975年（昭和50年）8月4日）は、明治から昭和時代前期の政治家、警察官。愛媛県松山市長、温泉郡三津浜町町長。

## 経歴・人物
愛媛県和気郡新浜村（現・松山市新浜町）で生まれる。 
1909年（明治42年）愛媛県巡査となり、1924年（大正13年）壬生川警察署長、1927年（昭和2年）宇和島警察署長、1929年（昭和4年）松山警察署長、1931年（昭和6年）県社寺兵事課長を歴任し、1935年（昭和10年）退職する。同年7月、松山市収入役に転じ、1939年（昭和14年）2月、三津浜町助役を経て、翌月同町長に就任する。さらに松山市との合併に伴い、1940年（昭和15年）10月、同市助役となり、1946年（昭和21年）3月29日に松山市長に就任。翌年の1947年（昭和22年）2月に辞任した。 
1951年（昭和26年）4月24日、公選で市長に返り咲き、1963年（昭和38年）5月まで3期に渡り市政を担当した。その間、周辺10か町村の合併実現、財政再建、丸善石油や帝人などの臨海工場の誘致、下水道・公園整備などに尽力した。 1974年（昭和49年）松山市名誉市民の称号を与えられた。

## 栄典
- 1965年（昭和40年） - 勲四等瑞宝章[1]
- 1970年（昭和45年） - 愛媛県功労賞[1]